# Leucoraja
Leucoraja ist eine Gattung aus der Familie der Echten Rochen (Rajidae), die im westlichen, nördlichen und östlichen Atlantik, im Mittelmeer und dem östlichen Indischen Ozean vorkommen.

## Merkmale
Für gewöhnlich ist bei dieser Gattung der Schwanz etwa gleich lang oder etwas länger als der Rumpf der Tiere. Ihr Schwanz ist zu Beginn breit und verdünnt sich allmählich. Auf dem Rücken besitzen junge Rochen eine Reihe kleiner Dornen, die sich von Kopf bis Schwanz erstreckt, diese verschwinden aber mit dem zunehmenden Alter wieder. Gleichzeitig bilden sich eine oder mehrere parallele Reihen von Dornen die als Halbring um den Rücken laufen. Der Rücken ist je nach Art hellbraun, dunkelbraun oder dunkel gefärbt und mit hellen Mustern, Flecken oder Ringen gezeichnet. Ihr Körper ist meist herzförmig, relativ breit und bei den äußeren Ecken meist abgerundet. Ihre Schnauze ist mäßig kurz und breit, an der Schnauzenspitze lassen sich ebenso Dornen finden. Diese Gattung wird etwa 40 bis 150 Zentimeter groß und besitzt 64 bis 81 Rückenwirbel.

## Arten
Derzeit gibt es 16 anerkannte Arten innerhalb dieser Gattung:
- Leucoraja caribbaea (McEachran, 1977)
- Sandrochen (Leucoraja circularis (Couch, 1838))
- Leucoraja compagnoi (Stehmann, 1995)
- Leucoraja elaineae (Ebert & Leslie, 2019[3]
- Kleiner Rochen (Leucoraja erinacea (Mitchill, 1825))
- Chagrinrochen (Leucoraja fullonica (Linnaeus, 1758))
- Rosettenrochen (Leucoraja garmani (Whitley, 1939))
- Leucoraja lentiginosa (Bigelow & Schroeder, 1951)
- Leucoraja leucosticta (Stehmann, 1971)
- Malteser Rochen (Leucoraja melitensis (Clarck, 1926))
- Kuckucksrochen (Leucoraja naevus (Müller & Henle, 1841))
- Winterrochen (Leucoraja ocellata (Mitchill, 1815))
- Leucoraja pristispina (Last, Stehmann & Séret, 2008)
- Leucoraja virginica (McEachran, 1977)
- Leucoraja wallacei (Hulley, 1970)
- Leucoraja yucatanensis (Bigelow & Schroeder, 1950)